# Магомаєв Муслім Магометович

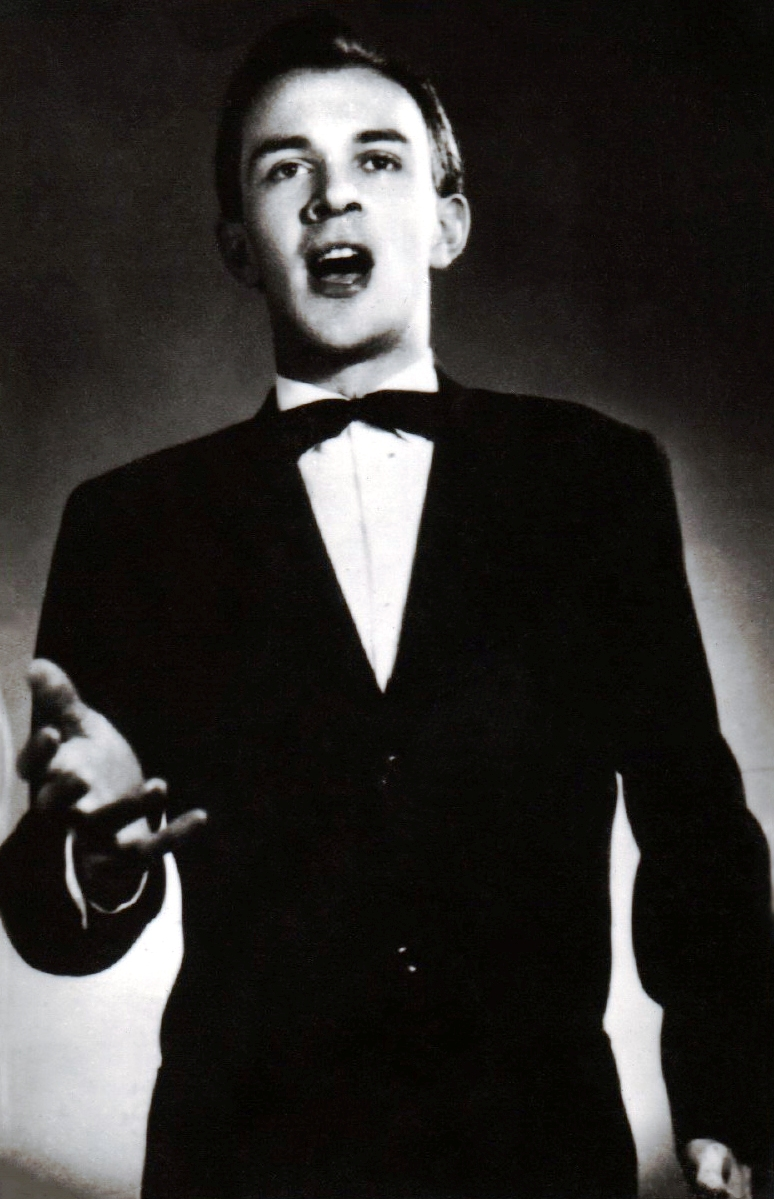
Магомаєв в 60-х роках

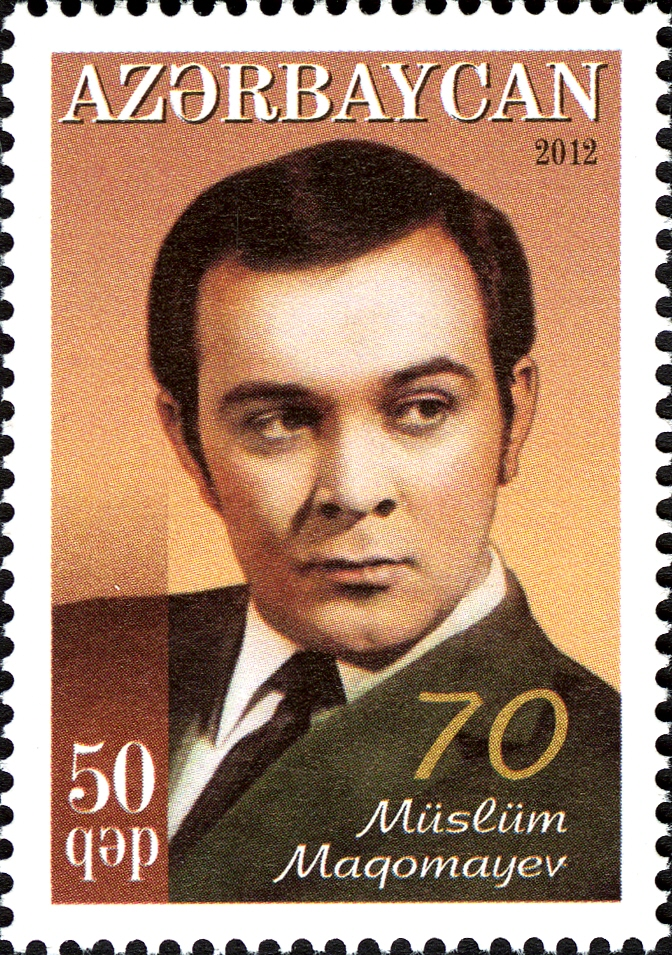
Поштова марка Азербайджану, випущена до 70-річчя Мусліма Магомаєва, 2012 рік

Магомаєв Муслім Магометович (азерб. Müslüm Məhəmməd oğlu Maqomayev, рос. Муслим Магометович Магомаев; 17 серпня 1942, Баку — 25 жовтня 2008, Москва, Росія) — радянський, азербайджанський і російський оперний та естрадний співак (баритон), композитор. Народний артист СРСР (1973).

## Біографія
Народився в Баку, Азербайджан, 17 серпня 1942 року в музичній родині. Батьки Мусліма — Магомет Магомаєв (1916—24.04.1945), театральний художник, загинув на фронті за два дні до завершення війни, та Айшет Магомаєва (до шлюбу Кінжалова) (19.11.1921—23.08.2003), драматична акторка. Дід, Муслім Магомаєв (18.09.1885—28.07.1937), був класиком азербайджанської музики, його ім'я має Азербайджанська філармонія. Бабуся Байдігуль — татарка. Навчався в музичній школі при Бакинській консерваторії по класу фортепіано і композиції, закінчив Азербайджанську консерваторію по класу співу Ш. Мамедової (1968).
Муслім Магомаєв став відомим у 19 років після виступу в Кремлівському палаці з'їздів на завершальному концерті фестивалю азербайджанського мистецтва в 1962 році. Перший концерт Мусліма Магомаєва відбувся 10 жовтня 1963 року в концертному залі імені Чайковського. У 1963 році Магомаєв стає солістом Азербайджанського театру опери і балету ім. Ахундова, продовжує виступати на концертній естраді.
У 1960-ті Муслім Магомаєв з успіхом виступав на сцені паризької «Олімпії», провів успішні гастролі в США, стажувався у 1964—1965 в міланській «Ла Скала», але після завершення стажування відмовився від роботи у трупі Большого театру. У 1969 році на фестивалі в Сопоті Магомаєв отримує I премію, а в Каннах — «Золоту платівку». У 31 був удостоєний звання Народного артиста СРСР. Співак брав участь у всіх головних урядових концертах і святкових програмах на радянському телебаченні. Генсек компартії Леонід Брежнєв особливо любив слухати в його виконанні італійську пісню «Белла чао». Візитною карткою Магомаєва стало поєднання в рамках одного концерту класичних арій та естрадних пісень.
Роберт Рождественський, на вірші якого Магомаєв виконав чимало пісень, у тому числі і «Поки я пам'ятаю, я живу», в 1980 році написав: «Я був присутній на багатьох концертах, в яких співав Муслім Магомаєв, і жодного разу не було випадку, щоб ведучий встигав назвати повністю ім'я і прізвище артиста. Зазвичай вже після імені „Муслім“ лунають такі овації, що, незважаючи на наймогутніші динаміки і всі старання ведучого, прізвище „Магомаєв“ безнадійно тоне в захопленому гуркоті. До цього звикли. Як звикли до того, що вже одне ім'я його давно стало своєрідною визначною пам'яткою нашого мистецтва. А ще до того, що будь-яка оперна арія, будь-яка пісня в його виконанні — це завжди очікуване диво».
З 1975 по 1989 рр. Муслім Магомаєв був художнім керівником створеного ним Азербайджанського державного естрадно-симфонічного оркестру, з яким багато гастролював по СРСР. У концертному репертуарі М.Магомаєва було більше 600 творів (російські романси, класичні, естрадні та неаполітанські пісні); він знявся у фільмах: «Нізамі», «Співає Муслім Магомаєв» і «Москва в нотах». Муслім Магомаєв — автор понад 20 пісень, музики до фільмів та мультфільмів. До останнього часу Муслім Магомаєв жив у Москві, час від часу виїзджаючи на гастролі в міста колишнього Союзу і за кордон. За кілька років до смерті вирішив залишити сцену, не став співати навіть на своєму 60-річчі.
25 жовтня 2008 року, на 67 році життя легендарний артист помер в Москві.
Був одружений із співачкою Тамарою Синявською.
У 1997 році його ім'ям 4980 Magomaev названа одна з малих планет Сонячної системи, відома астрономам під кодом 1974 Sp1.
У 2020 вийшов серіал Магомаєв. Головну роль в якому зіграв Мілош Бікович.

## Дискографія

### CD
- Благодарю тебя, Мелодия, 1995
- Арии из опер, мюзиклов (Неаполитанские песни), Мелодия, 1996
- Звёзды советской эстрады (Муслим Магомаев. Лучшее), CD-Landrec, 2001
- Любовь — моя песня (Страна грёз), 2001
- Воспоминания об А. Бабаджаняне и Р. Рождественском (Серия «Звезды, которые не гаснут»), Парк-рекордз, 2002
- Муслим Магомаев (Избранное), PARK RECORDS, 2002
- Арии из опер, PARK RECORDS, 2002
- Песни Италии, PARK RECORDS, 2002
- Концерт в зале Чайковского, 1963. (Фонд Рашида Бейбутова, Азербайджан), 2002 р.
- Великие исполнители России XX века (Муслим Магомаев), Moroz Records, 2002
- С любовью к женщине, PARK RECORDS, 2003
- Спектакли, Мюзиклы, Кинофильмы, PARK RECORDS, 2003
- Рапсодия любви, PARK RECORDS, 2004
- Муслим Магомаев. Импровизации, PARK RECORDS, 2004
- Муслим Магомаев. Концерты, концерты, концерты., PARK RECORDS, 2005[6]

### Вінілові платівки
Було видано більше 45 платівок з піснями Магомаєва. Інформації про точні тиражі цих видань немає.

### Фільмографія
- 1963 — рос. До новых встреч, Муслим (фільм-концерт)
- 1964 — рос. Когда песня не кончается (фільм-концерт)
- 1969 — рос. Похищение (фільм-концерт)
- 1969 — Москва в нотах (фільм-концерт)
- 1971 — Співає Муслім Магомаєв (фільм-концерт)
- 1973 — рос. По следам Бременских музыкантов (мультфільм)
- 1982 — Нізамі (фільм про поета та філософа Нізамі)
- 1985 — рос. Легенда серебряного озера, музика до фільму
- 1987 — Заміська прогулянка, музика до фільму

## Вшанування пам'яті
У місті Дніпро є вулиця Мусліма Магомаєва.
У місті Київ є сквер імені Мусліма Магомаєва, що розташований на перехресті вулиці Січових Стрільців та непарної сторони вулиці В’ячеслава Чорновола. У сквері встановлений пам'ятник Мусліму.

## Виноски
1. ↑  Музыкальная энциклопедия. Гл. ред. Ю. В. Келдыш. Т 3. Корто — Октоль. 1104 стб. с илл. М.: Советская энциклопедия, 1976
2. ↑  Всенародный маэстро. Архів оригіналу за 5 листопада 2012. Процитовано 18 травня 2012.
3. ↑  Помер співак Муслім Магомаєв. УНІАН. 25.10.2008. Архів оригіналу за 27 жовтня 2008. Процитовано 25.10.2008.
4. ↑  Помер співак Муслім Магомаєв. Архів оригіналу за 27 жовтня 2008. Процитовано 18 травня 2012.
5. ↑  Lutz D. Schmadel Dictionary of Minor Planet Names — ISBN 3-540-00238-3
6. ↑  Персональний сайт Мусліма Магомаєва. Архів оригіналу за 20 серпня 2012. Процитовано 18 травня 2012.
7. ↑  Обкладинки грамплатівок із записами Магомаєва доступні на сайті www.magomaev.info [Архівовано 29 травня 2012 у Wayback Machine.]